# Catedral de Trogir

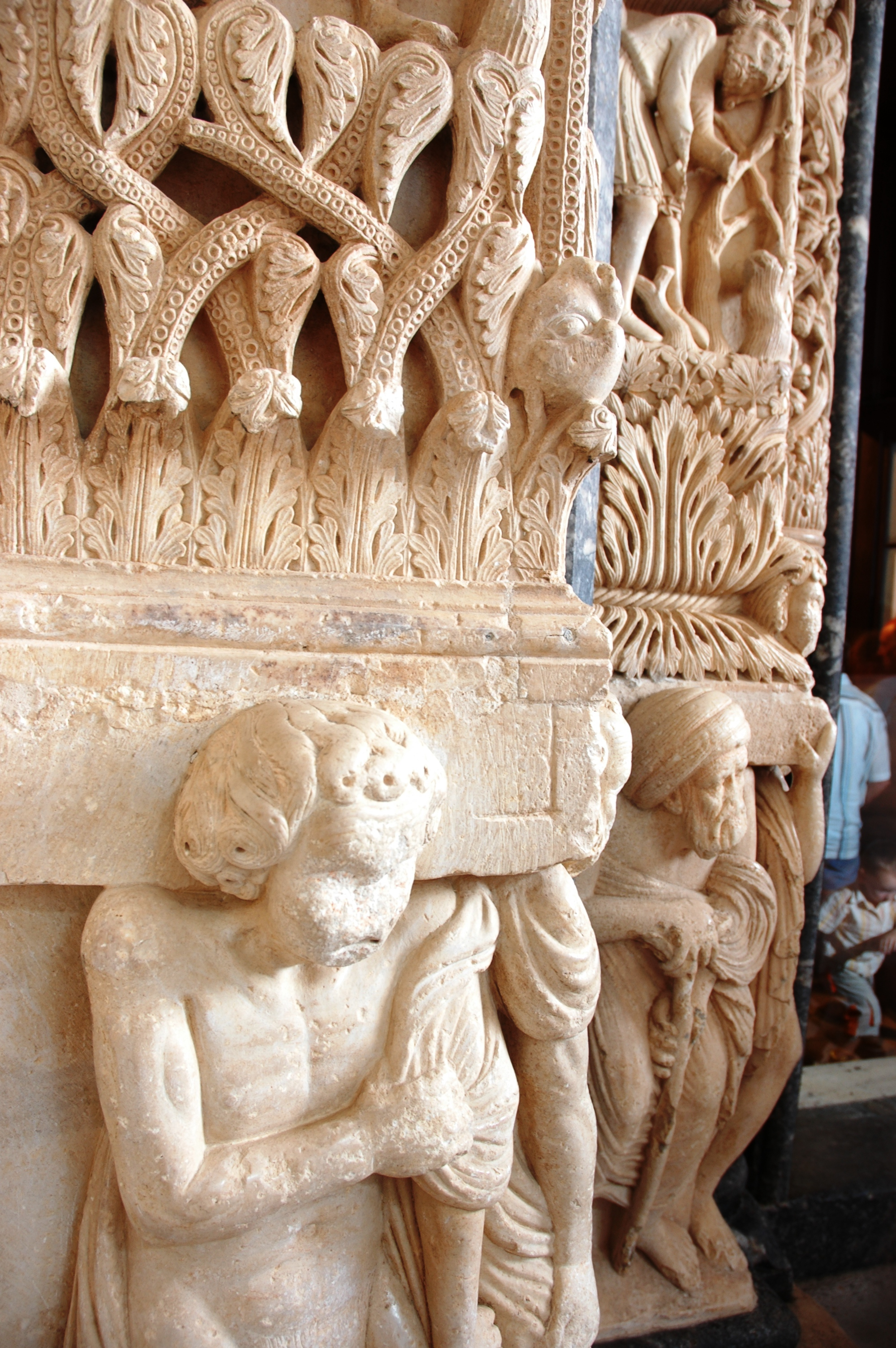
Detall portalada

La catedral de Sant Llorenç és un dels monuments més destacats de la ciutat de Trogir a Croàcia.
La construcció va començar als voltants de l'any 1200 i va ser completament acabada el 1589, a lloc on antigament hi ha hagut un temple grec. Tots els estils d'aquest llarg període d construcció, romànic, gòtic i renaixement van empremtar l'edifici. La joia del santuari, la portada occidental, va ser esculpida a partir de 1240 per Radovan amb una increïble riquesa de detalls.
L'interior sorprèn per la falta de llum i per la brutícia de la pedra, el qual no impedeix admirar el púlpit octogonal de pedra amb capitells delicadament esculpits de final del segle xiii o la «Gran Crucifixió» pintada (1440). Una altra obra notable és la capella de Joan de Trogir, restaurada el 2001. S'hi va afegir al segle xv i és obra de Nikola Firentinac (Nicolas el Florentí), és considerada la segona joia de la catedral. Reuneix totes les característiques de l'art del renaixentista. Els àngels barrocs que custodien el sarcòfag són un afegit del segle xviii.
També són apreciables el cadirat del cor (1439), profusament decorat i inspirat en el gòtic venecià, el tresor, amb reliquiaris, vestidures sacerdotals i altres objectes conservats en esplèndids armaris així com el baptisteri del segle xv.
El campanar de 47 m, data de la darreria del segle xv. El primer pis va patir el canoneig venecià el 1420 i va ser restaurat pel mestre Matej Gojković. El segon pis data de mitjan segle xvi, en estil gòtic floral venecià. El darrere pis, acabat el 1605 té elements del renaiximent. Quatre estàtues, esculpides per Alessandro Vittoria coronen el darrere pis. Una bola metàl·lica al cim del teulat conté les relíquies dels sants que protegeixen la ciutat. Des de l'alt es gaudeix d'una magnífica vista de la ciutat i els seus voltants.
La catedral forma part del centre històric de Trogir que fou declarat patrimoni de la Humanitat per la UNESCO.